# جامعه‌شناسی هنر
جامعه‌شناسی هنر (به انگلیسی: Sociology of art) زیرشاخه‌ای از جامعه‌شناسی است که به جهان‌های اجتماعی هنر و زیبایی‌شناسی مربوط می‌شود.
مطالعه جامعه‌شناسی هنر در طول تاریخ، مطالعه تاریخ اجتماعی هنر است که چگونه جوامع مختلف به ظهور هنرمندان خاصی کمک کردند.
پژوهشگران تأثیرگذار در جامعه‌شناسی هنر عبارتند از پیر بوردیو، ورا زولبرگ، هوارد اس. بکر، آرنولد هاوزر و هریسون وایت.

## رویکردها
هانا دینهارد در کتاب خود با عنوان «معنا و بیان: به سوی جامعه‌شناسی هنر» در سال ۱۹۷۰ یک رویکرد ارائه می‌دهد:
«نقطه عزیمت جامعه‌شناسی هنر این پرسش است: چگونه ممکن است آثار هنری که همیشه به عنوان محصول فعالیت انسانی «در» زمان و جامعه‌ای خاص و «برای» سرچشمه می‌گیرند. یک زمان، جامعه یا عملکرد خاص - حتی اگر لزوماً به عنوان اثر هنری تولید نشده باشند - می‌توانند فراتر از زمان خود زندگی کنند و در دوره‌ها و جوامع کاملاً متفاوت گویا و معنادار به نظر برسند؟ از سوی دیگر، چگونه می‌تواند سن و جامعه‌ای که آنها را تولید کرده‌است در آثار شناخته می‌شود؟»

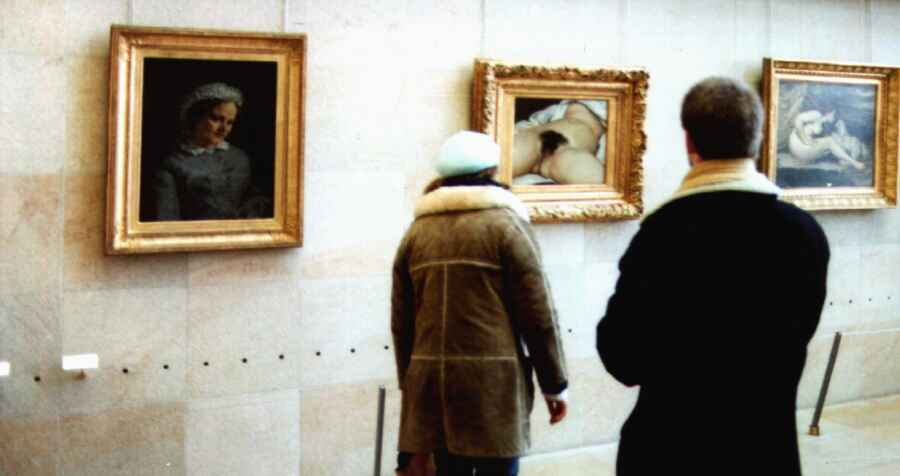
منشأ جهان (۱۸۶۶)، گوستاو کوربه، موزه اورسی، ۳.۲۰۰۵

رویکردهای دیگر، زمینه اجتماعی و اقتصادی خلق آثار هنری را در نظر می‌گیرند که در دهه‌های اخیر مورد توجه تاریخ هنر بوده‌است. به عنوان مثال، پژوهشی به بررسی نقش جنسیت و ملیت هنرمندان در نمایشگاه موزه و گنجاندن کتاب‌های درسی پرداخته‌است. نقش حامیان و مصرف‌کنندگان هنر و همچنین نقش خود هنرمند(ان) در نظر گرفته شده‌است. نشان داده شده‌است که کار روی نقش موقعیت جغرافیایی مجموعه‌های هنری / مجموعه‌داران بر اعتبار و شناخت مجموعه داران در دنیای هنر تأثیر می‌گذارد. همچنین علاقه بسیاری به تاریخ گردآوری هنر و تاریخ اشیاء قدیمی‌تر بین ایجاد و مکان فعلی‌شان، فراتر از منشأ صرف، وجود داشته‌است. کارهای اخیر همچنین از تکنیک‌های تحلیلی جدیدی مانند تحلیل شبکه‌های اجتماعی برای درک اینکه چگونه شهرت یک هنرمند می‌تواند تحت تأثیر معاشرت با هنرمندان دیگر در نمایشگاه قرار گیرد، استفاده کرده‌است.